# Hialuronsav
| Hialuronsav | |
| | |
| | |
| IUPAC-név | poli{[(2S,3R,4R,5S,6R)-3-acetamido-5-hidroxi-6-(hidroximetil)oxán-2,4-diil]oxi[(2R,3R,4R,5S,6S)-6-karboxi-3,4-dihidroxioxán-2,5-diil]oxi} |
| Kémiai azonosítók                                                                                               | |
| CAS-szám | 9004-61-9 |
| PubChem | 24759 |
| ChemSpider | 2341172 |
| EINECS-szám | 232-678-0 |
| DrugBank | DB08818 |
| KEGG | C00518 |
| ChEBI | 16336 |
| ATC kód | D03AX05, M09AX01, R01AX09, S01KA01 |
| Beilstein | 8538277 |
| UNII | S270N0TRQY |
| Kémiai és fizikai tulajdonságok                                                                                 | |
| Kémiai képlet                                                                                                   | (C14H21NO11)n |
| Oldhatóság (vízben)                                                                                             | oldódik (nátriumsó) |
| Veszélyek | |
| LD50 | > 2400 mg/kg (egér, orális, nátriumsó) 4000 mg/kg (egér, szubkután, nátriumsó) 1500 mg/kg (egér, intraperitoneális, nátriumsó)            |
| Ha másként nem jelöljük, az adatok az anyag standardállapotára (100 kPa) és 25 °C-os hőmérsékletre vonatkoznak. | |

A hialuronsav természetben is előforduló szerves vegyület, a glükózaminoglikánok egyike. Gélszerű anyag, amely szerkezetileg az összetett, lineáris, anionos poliszacharidok családjába tartozik. Emberi és állati szervezetben egyaránt megtalálható a bőrben, ízületekben, csontvelőben, szemben, kötő-, hám- és idegszövetben. A hialuronsav a többi glükózaminoglikántól jelentősen különbözik néhány tulajdonságában: egyrészt nem szulfatált vegyület, vagyis nem tartalmaz ként, másrészt a Golgi-készülék helyett a sejtmembránban képződik, harmadrészt polimerláncának átlagos hosszúsága is lényegesen nagyobb.
A hialuronsavval kapcsolatban gyakran használt kifejezés a hialuronát és a hialuronán is, melyek a hialuronsav ionos származékait jelölik. A hialuronát a hialuronsav konjugált bázisa, míg ennek a bázisnak polianionos formája a hialuronán. Élő szervezetekben és vizes oldatokban többnyire ez utóbbi, negatív töltésű formájában fordul elő. Töltése miatt a hialuronát és a hialuronán sókat képez, melyeknek leggyakoribb képviselője a nátrium-hialuronát.
A hialuronsav részt vesz az emberek és állatok szervezetének kulcsfontosságú folyamataiban, úgy mint sejtkommunikáció, sebgyógyulás, szövetregeneráció, morfogenezis, valamint a porcok megfelelő működésének biztosítása. A sejtközti állomány egyik fő komponenseként jelentősen hozzájárul a sejtproliferációhoz és a sejtvándorláshoz, valamint köze lehet a rosszindulatú daganatok kifejlődéséhez. Egy átlagos 70 kg-os ember teste nagyjából 15 gramm hialuronánt tartalmaz, melynek egyharmada naponta kicserélődik (lebomlik, illetve szintetizálódik). A hialuronsav előfordul a GAS bakteriális tokjában, illetve keletkezhet bakteriális erjedés során is (pl. Streptococcus zooepidemicus, Escherichia coli, Bacillus subtilis fajok által).

## Etimológiája
A hialuronsav elnevezés az ógörög ὕαλος (jelentése: üveg, kristály) szóból és az uronsav kifejezés kombinációjából ered. Az üvegre való utalás a hialuronsav első dokumentált elkülönítésére vezethető vissza, ahol egy szarvasmarha szemében található üvegtestből vonták ki a hialuronsavat. Az üvegtest jelentős mennyiségű uronsavtartalommal bír, innen adódott az elnevezés másik része.
A hialuronán kifejezés angol nyelvű eredetije (hyaluronan) 1986-ban lett bevezetve, hogy a hialuronsav polianionos formája megfeleljen a poliszacharid nevezéktannak.

## Története
Hialuronsavat először Karl Meyernek és John Palmernek sikerült kinyernie 1934-ben egy szarvasmarha szeméből. Az 1930-as és 1940-es években emberi köldökzsinórból, kakastaréjból és különböző Streptococcus fajokból is sikerült elkülöníteni hialuronsavat. 1954-re a szerkezeti felépítését is sikerült megfejteni. Az 1970-es évek óta felhasználják ízületi fájdalmak és egyéb egészségügyi problémák kezelésére.
Az 1970-es évek végén az intraokuláris lencsék beültetését gyakran követte súlyos szaruhártya-ödéma az endotélsejtek műtét során bekövetkezett károsodása miatt. Emiatt született meg az igény egy viszkózus, tiszta, fiziológiai kenőanyag iránt, amely képes megelőzni az endotélsejtek felsértését. Az első, nátrium-hialuronátot tartalmazó gyógyászati termék a Healon nevű készítmény volt, melyet az 1970-es és 1980-as években a svédországi székhelyű Pharmacia gyógyszeripari és biotechnológiai vállalat fejlesztett ki. A szemműtétek során használt Healont az FDA is jóváhagyta 1983-ban.

## Tulajdonságai, szerkezete
A hialuronán diszacharidokból álló polimer, melyben a D-glükuronsav és az N-acetil-D-glükózamin alegységeket váltakozó β-(1→4) és β-(1→3) glikozidos kötések kapcsolják össze. A hialuronánban lévő diszacharid egységek száma 2000 és 25 000 között mozog, a teljes lánc hosszúsága pedig 2–25 μm-re tehető. A hialuronán átlagos molekulatömege az emberi szervezet szinoviális folyadékában 3–4 millió Da, míg a köldökzsinórból származó hialuronáné kb. 3 140 000 Da. Más források 7 millió Da átlagos molekulatömeget említenek a szinoviális folyadékra vonatkozólag. Egy kutatás szerint a hialuronán szilíciumot is tartalmaz, de egy későbbi vizsgálat szerint ez csak a feldolgozás során bekerülő szennyeződések miatt volt kimutatható.
A hialuronán a szerkezeti jellemzői (nagy molekulatömeg, karboxilátionok (COO−) elektrosztatikus taszítása, molekulán belüli hidrogénkötések, illetve kettős csavar konformáció) miatt viszkoelasztikus tulajdonságokkal rendelkezik.
A hialuronán energetikailag stabil, mely részben a diszacharidegységek térbeli szerkezetéből adódik. Az egyes szacharidmolekulák terjedelmesebb csoportjai kedvező elhelyezkedésben vannak, míg a hidrogénatomok a kevésbé kedvező axiális pozíciót veszik fel.
Vizes oldatokban a hialuronsav polimerlánca kölcsönhatásba lép saját magával, mely folyamat során átmeneti klasztereket képez az oldatban.

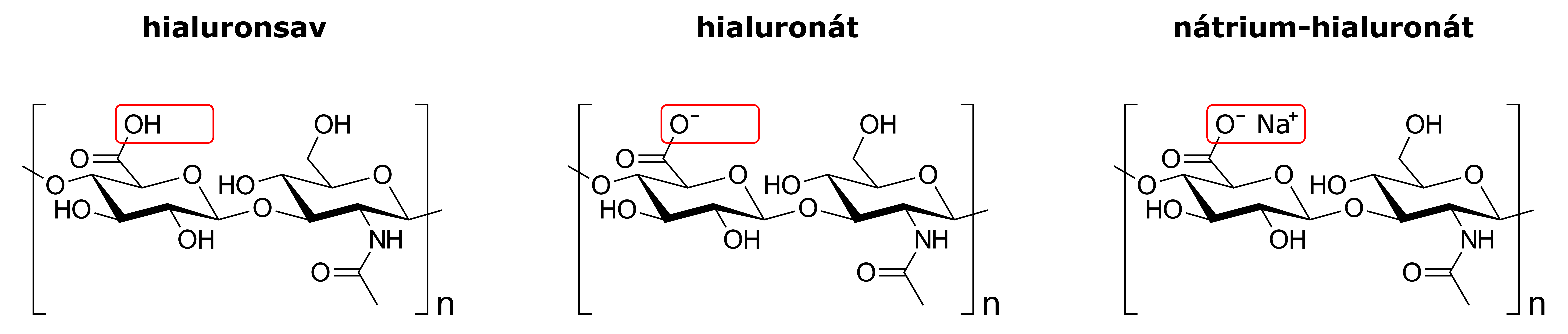
A hialuronsav, a hialuronát és a nátrium-hialuronát szerkezetének összehasonlítása

## Élettani szerepe
A hialuronán emberben, állatokban és baktériumokban is előfordul. Jelen van a bőrben, ízületekben, csontvelőben, szemben, kötő-, hám- és idegszövetben, valamint megtalálható még a kakastaréjban és az emberi köldökzsinórban is. Az emberi test hialuronántartalmának kb. fele a bőrben halmozódik fel. A hialuronán szerepet játszik több kulcsfontosságú folyamatban, sejtszinten és fiziológiai értelemben egyaránt. Közreműködik a sejtkommunikáció, sejtproliferáció, sejtvándorlás, sejtdifferenciálódás során; részt vesz a sebgyógyulás, szövetregeneráció, morfogenezis folyamatában, illetve különböző patobiológiai folyamatokban; hozzájárul a hidratációs egyensúly és a sejtközti állomány szerkezetének fenntartásához; kenőanyagként pedig csökkenti a mechanikai behatások következményeit és részben ellátja a test rendeltetésszerű mozgásához szükséges funkciókat.
A gerinces élőlények szervezetében kis és nagy molekulatömegű hialuronán is előfordul. Ezek a polimerláncok eltérő méretük miatt máshogy viselkednek molekuláris- és sejtszinten, mely sokféle biológiai hatást tesz lehetővé.
A hialuronán a szinoviális folyadék egyik fő összetevője, melyben viszkozitást növelő hatása van. Emellett a folyadék egyik fő kenőanyaga is a lubricinnel együtt.
A hialuronsav fontos összetevője az ízületi porcnak, amelyben a kondrocitákat körülvevő bevonatként van jelen. Amikor az aggrekán monomerek a hialuronánhoz kapcsolódnak HAPLN1 jelenlétében, nagyméretű, jelentős negatív töltéssel rendelkező aggregátumok képződnek. Ezek az aggregátumok ozmózissal vizet szívnak magukba, melynek hatására a porcok rugalmas jelleget kapnak, és az összenyomásnak is ellen tudnak állni. A porcokban előforduló hialuronán molekulatömege a kor előrehaladtával lecsökken, a molekulák száma azonban növekszik.
Egyes kutatások szerint az izomban előforduló kötőszövetekben a hialuronán rendeltetése az egymással szomszédos szövetrétegek közötti csúszás fokozása.
A hialuronsav a bőrnek is az egyik fő alkotóeleme, ahol a szövet javításában van szerepe. Amikor a bőr nagy mértékű UVB-sugárzásnak van kitéve, gyulladásba jön (köznapi kifejezéssel „leég”), és a dermiszben található sejtek alábbhagynak a hialuronán termelésével, illetve felgyorsítják annak lebomlását. E folyamat bomlástermékei felgyülemlenek a bőrben az UV-sugárzásnak való kitettség után.
Az endogén hialuronán több módon is hozzájárul a sebgyógyuláshoz: elősegíti a fibroblasztok proliferációját, vándorlását és adhézióját a sebesülés helyén, valamint fokozza a kollagén termelését. Alapesetben a hialuronán csak kis koncentrációban van jelen a véráramban, de sérülés esetén hamar megemelkedik a szintje a seb helyszínén.
A hialuronán hozzájárul a szöveti hidrodinamikához, valamint a sejtek mozgásához és osztódásához is. Részt vesz a sejtfelszíni receptorok működése során létrejövő kölcsönhatásokban, főképp azokban, amelyekben a CD44 és az RHAMM fehérjék is szerepet játszanak. A hialuronán hozzájárulása a tumornövekedéshez a CD44-gyel való kölcsönhatásából adódhat. A CD44 receptor részt vesz a tumorsejtek számára szükséges sejtadhéziós kölcsönhatásokban.
Bár a hialuronán a CD44 receptorhoz kötődik, bizonyíték van arra nézvést, hogy a hialuronán bomlástermékei a gyulladásos szignáljukat TLR2, illetve TLR4 receptorok révén továbbítják makrofágokban és dendritikus sejtekben.

## Biológiai szintézise
A hialuronsavat az élő szervezetekben a hialuronán-szintázok állítják elő, melyekből a gerinces élőlények három típussal rendelkeznek: HAS1, HAS2, és HAS3. Ezek az enzimek ismétlődően hozzáadott D-glükuronsav és N-acetil-D-glükózamin alegységekkel hosszabbítják meg a hialuronán polimerláncát. A lánchosszabbítás mindhárom enzim esetében különböző mértékben történik, eltérő méretet és tömeget eredményezve a hialuronán végleges láncainak. A szintetizált hialuronán a sejtmembránba ágyazott ABC-transzportereken keresztül jut ki a sejtközti térbe.
Egyes kutatások megállapították, hogy a 7-hidroxi-4-metilkumarin egyik származéka, a himekromon gátolja a hialuronsav-szintézist. Ez a szelektív gátlás (anélkül, hogy más glükózaminoglikánokat is gátolna) hasznosnak bizonyulhat a rosszindulatú tumorsejtek áttétképzésének megakadályozásában.

### Fasciaciták
A fasciaciták fibroblasztokhoz hasonlatos sejtek, melyek a pólyákban találhatók. Hialuronánban gazdag sejtközti állományt termelnek, és szabályozzák az izompólyák csúszását. Kerekded alakjuk van, és sejtfolyamataik kevésbé hosszúak a fibroblasztokkal összehasonlítva.

## Lebomlása
A hialuronán természetes lebomlása az emberi szervezetben két módon is történhet, egyrészt enzimatikus úton, másrészt pedig oxidatív károsodás által, melyet a reaktív oxigénszármazékok okoznak.
A hialuronánt enzimatikus úton a hialuronidáz nevű enzimcsalád képes lebontani. Emberekben legalább hét típusa fordul elő a hialuronidáz-szerű enzimeknek, melyek között több tumorszupresszor is fellelhető. A hialuronán bomlástermékei (oligoszacharidok és nagyon kis molekulatömegű hialuronánmolekulák) érképződést elősegítő hatásúak. Egyes tanulmányok rámutattak, hogy a hialuronán polimerlánc kisebb darabkái, töredékei kiválthatnak gyulladásos válaszreakciót makrofágokban és dendritikus sejtekben szövetsérülés, illetve bőrátültetés során.
A hialuronán lebomlása az enzimatikus és oxidációs reakciókon kívül más módokon is történhet, pl. savas és lúgos hidrolízissel, hőbomlással, vagy ultrahang hatására.

## Gyógyászati célú alkalmazása

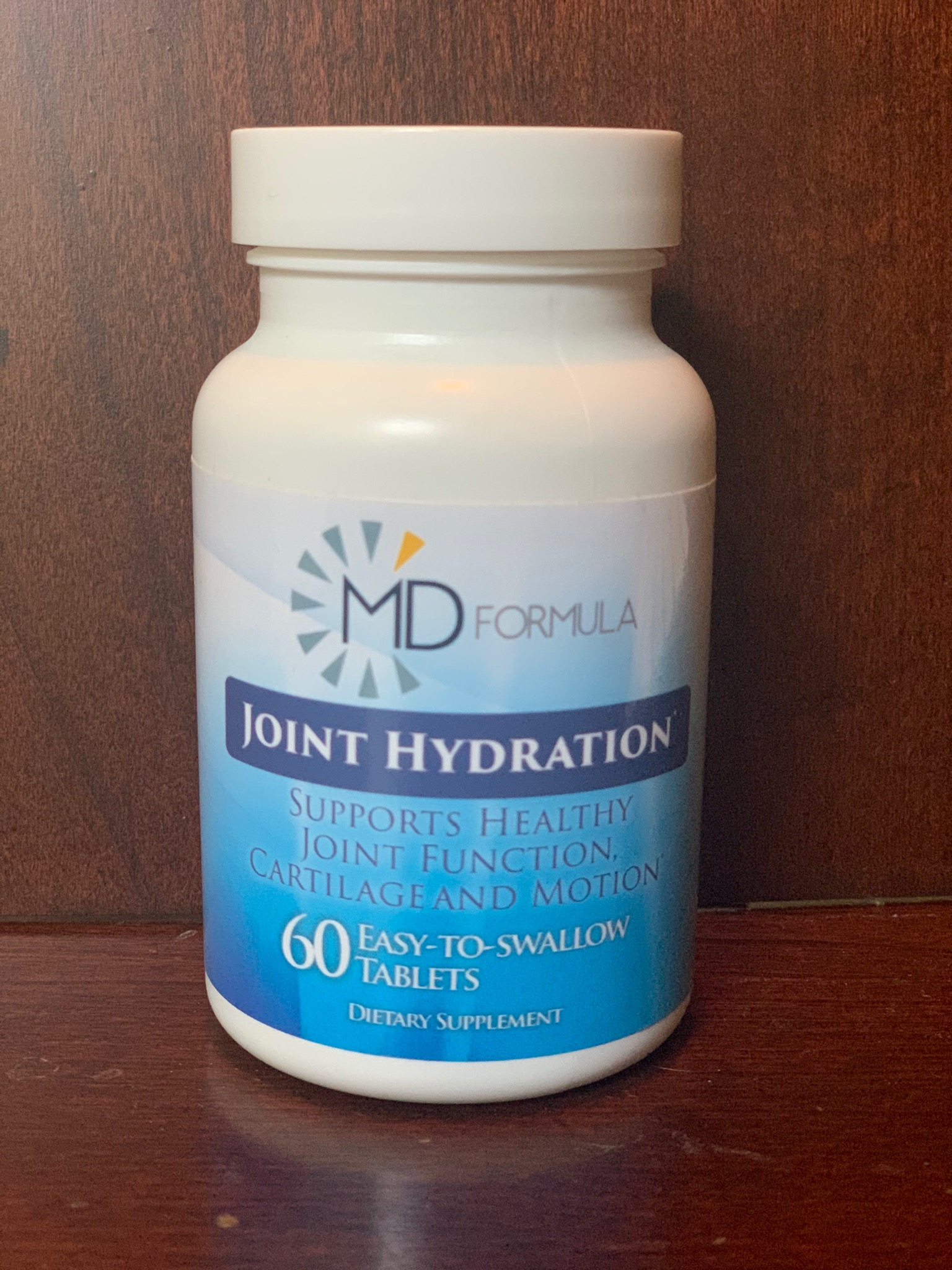
Ízületi célokra forgalmazott étrend-kiegészítő hialuronsav-tartalommal

A hialuronánt felhasználják szemészeti, bőrgyógyászati célokra, sebesülések és égési sérülések, illetve oszteoartritisz kezelésére. Gyakran előforduló komponens a különböző bőrápoló termékekben, ízületbe adható injekciókban, dermális töltőanyagokban, valamint étrend-kiegészítőkben és szemcseppekben.

### Ízületbe adható injekció
Az FDA jóváhagyott egy hialuronántartalmú injekciót, mely a térdben jelentkező oszteoartritisz kezelését célozza meg. Egy 2012-es szisztematikus irodalmi áttekintés rámutatott arra, hogy az injekció hatásosságát alátámasztó bizonyítékok többnyire alacsony minőségűek voltak. A tanulmányok eredményeiből kiolvasható, hogy az injekciónak általában véve nem volt jelentős pozitív hatása, illetve káros mellékhatások is megjelentek. Egy 2020-as metaanalízis viszont azt állapította meg, hogy a nagy molekulatömegű hialuronánt tartalmazó intraartikuláris injekció csökkentette a fájdalomérzetet és javította az ízületi funkciókat a kutatásokban részt vevő, térdben jelentkező oszteoartritisszel rendelkező alanyok esetén.

### Étrend-kiegészítő
A hialuronsavat étrend-kiegészítőként forgalmazzák az Egyesült Államokban, Kanadában, Európában és Ázsiában (főképp Koreában és Japánban). Ezen kiegészítők javasolt felhasználása országonként vagy régiónként különbözhet. Például az Egyesült Államokban és Európában az ízületi fájdalmak csökkentésére, Japánban pedig a ráncok kezelésére és a bőr hidratálására ajánlják a gyártók. Ennek ellenére egyelőre kevés tudás és bizonyíték áll rendelkezésre a szájon át bevihető hialuronsav hatásairól. Egyes kutatások azt mutatják, hogy az orálisan alkalmazott, nagy molekulatömegű hialuronán felszívódás után elérheti az ízületeket, a csontokat, és a bőrt, még ha csak kis mennyiségben is.

### Dermális töltőanyag
Kozmetikai sebészeti beavatkozásoknál dermális töltőanyagként használják a hialuronsavat. Legtöbbször egyszerű hipodermikus tűvel injektálják, vagy mikrokanüllel. Néhány kutatás arra utal, hogy befecskendezéskor a mikrokanül alkalmazása jelentősen lecsökkentheti az érelzáródás kockázatát. Jelenleg a hialuronsav a biokompatibilitása és reverzibilitása miatt gyakorta használatos lágyszövet feltöltésére. A lehetséges komplikációk között szerepel az idegek és hajszálerek sérülése, fájdalom, véraláfutás. Egyes mellékhatások eritéma, viszketés, érelzáródás formájában is jelentkezhetnek, melyek közül az utóbbi hordozza a legnagyobb kockázatot, mivel bőrelhalással vagy akár vaksággal is járhat. Bizonyos esetekben a hialuronántartalmú töltőanyagok granulómás idegentest-reakciót is kiválthatnak.

## Fordítás
Ez a szócikk részben vagy egészben  a   Hyaluronic acid című angol Wikipédia-szócikk ezen változatának fordításán alapul.  Az eredeti cikk szerkesztőit annak laptörténete sorolja fel. Ez a jelzés csupán a megfogalmazás eredetét és a szerzői jogokat jelzi, nem szolgál a cikkben szereplő információk forrásmegjelöléseként.